# Adela reaumurella
L'adelide di Réaumur (Adela reaumurella (Linnaeus, 1758)) è un lepidottero appartenente alla famiglia Adelidae, diffuso in Europa e Asia.

## Descrizione

### Adulto
Si tratta di un piccolo lepidottero alquanto primitivo, dotato di una nervatura alare eteroneura, ma anche di un apparato riproduttore femminile provvisto di un'unica apertura, destinata sia all'accoppiamento, sia all'ovodeposizione.

Le ali, che rivelano anche la presenza di aculei, hanno forma ovoidale-allungata con apice arrotondato; i microtrichi sono presenti ed uniformemente distribuiti.

L'ala anteriore si mostra dorsalmente di un verde metallico, con riflessi dorati, ma la costa rivela un color porpora abbastanza intenso. La pagina inferiore appare invece color bronzo.

La pagina superiore dell'ala posteriore presenta un colore verdastro metallico, con iridescenze violacee, mentre la pagina inferiore è pure color bronzo, come nell'ala anteriore.

Come nei Ditrysia, si osserva una riduzione del sistema legato al settore radiale (Rs) nell'ala posteriore, con anastomosi di Sc ed R dal quarto basale fino al termen, ed Rs non ramificata; l'accoppiamento alare è di tipo frenato, con frenulum a singola setola composita nel maschio, e diverse setole nella femmina.

Le antenne sono biancastre, filiformi e nel maschio raggiungono circa quattro volte la lunghezza del corpo, mentre nella femmina superano comunque la lunghezza della costa; in esse si può osservare la presenza di uno sclerite intercalare, oltre a spinule laterali ricurve (probabilmente derivate dai sensilla) in alcuni segmenti prossimali del flagello dei maschi.

Gli ocelli sono assenti, come pure i chaetosemata. Gli occhi del maschio sono molto sviluppati. Il capo ed il torace appaiono rivestiti da una fitta peluria nerastra. La spirotromba è perfettamente funzionante, e risulta ricoperta di scaglie e più lunga della capsula cefalica, estendendosi fin oltre i palpi mascellari. I palpi labiali hanno tre segmenti, corti e con setole laterali sul secondo; l'organo di vom Rath sul segmento apicale del palpo labiale è presente.

Nelle zampe gli speroni tibiali hanno formula 0-2-4.

Nell'apparato genitale maschile, l'uncus è assente, mentre il vinculum presenta un saccus allungato. La juxta è a forma di freccia, l'edeago è assottigliato.

Nel genitale femminile, l'ovopositore è ben sviluppato e perforante, con gli apici appiattiti lateralmente, al fine di permettere l'inserimento delle uova all'interno dei tessuti fogliari della pianta ospite; tale caratteristica viene considerata una specializzazione secondaria delle Adelidae. La cloaca è stretta e tubuliforme. Le apofisi sono fortemente sclerotizzate; il corpus bursae è sviluppato e membranaceo, senza signa.

L'apertura alare può variare da 14 a 18 mm.

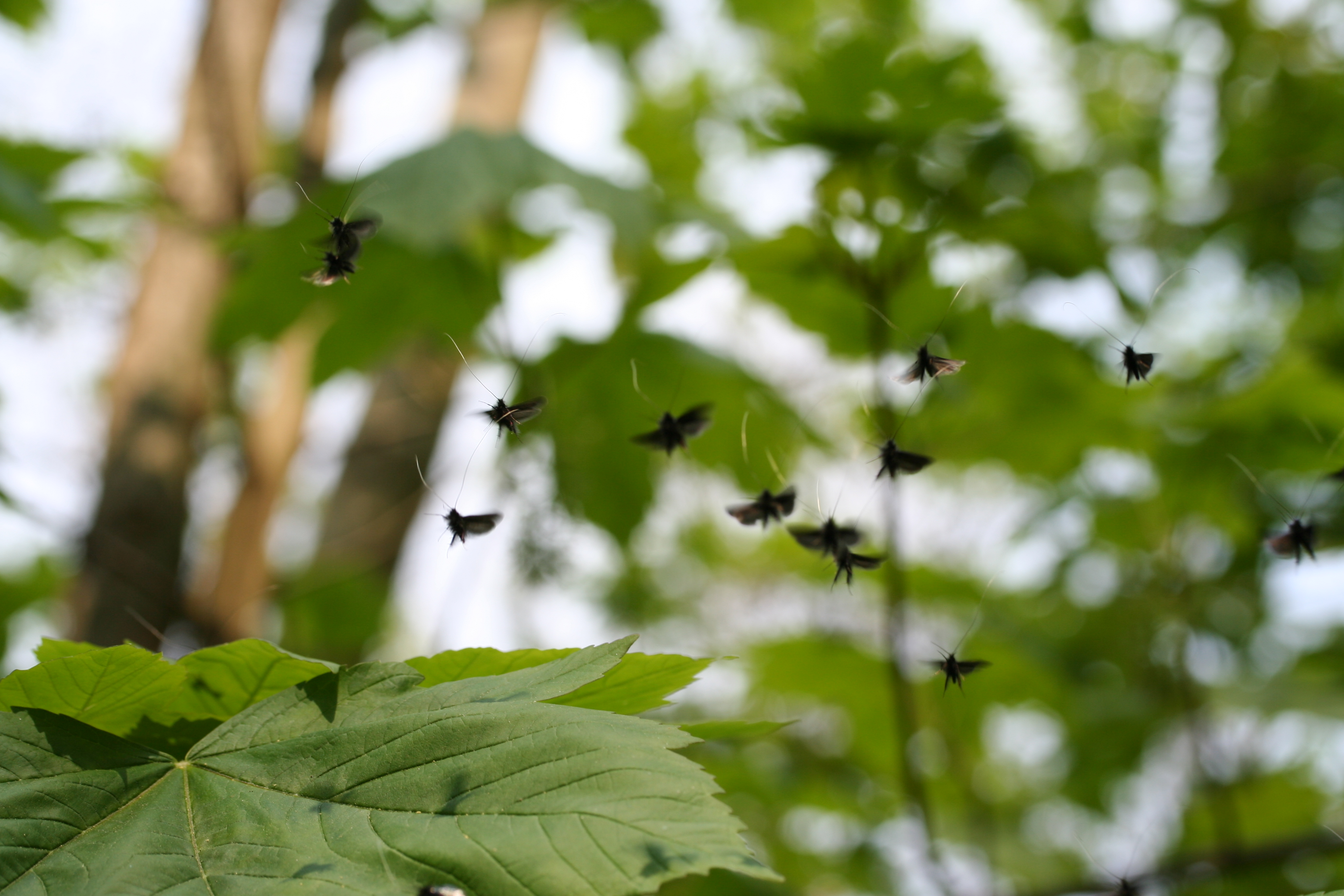
Sciame di maschi in volo ondulato, che mette in risalto le antenne bianche

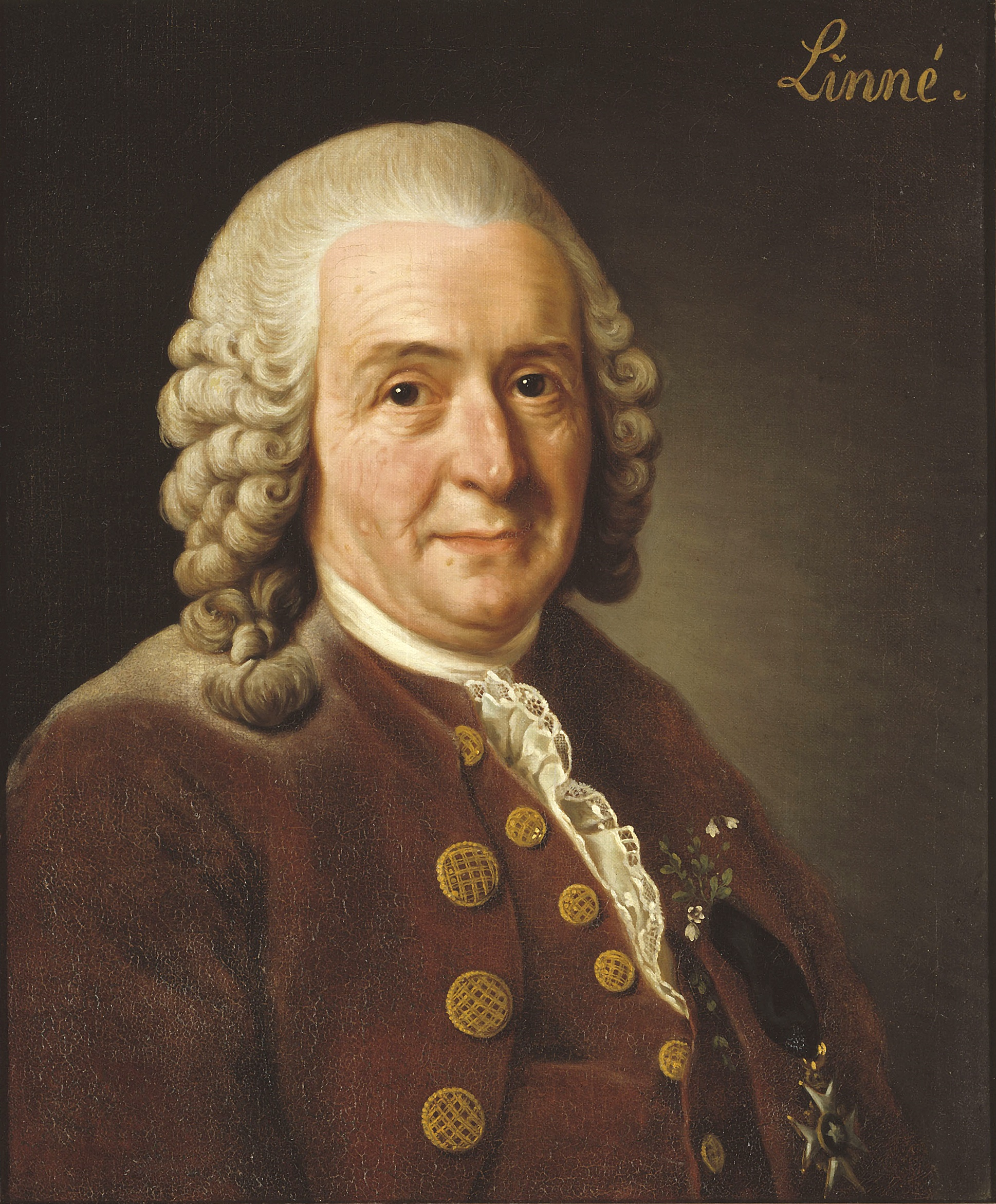
Il medico e naturalista svedese Carl von Linné (1707-1778) che per primo descrisse la specie nel 1758

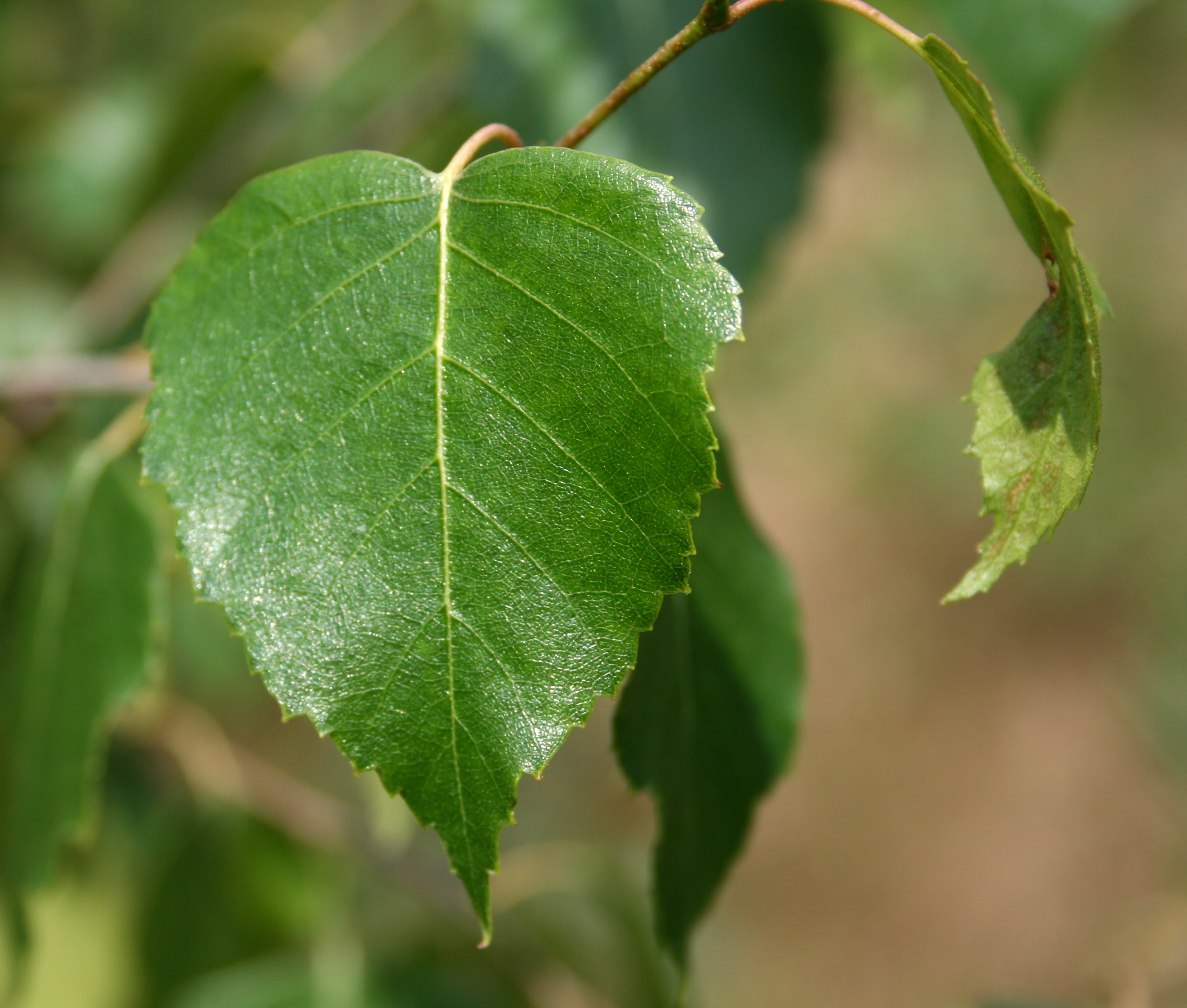
Foglia di Betula pendula

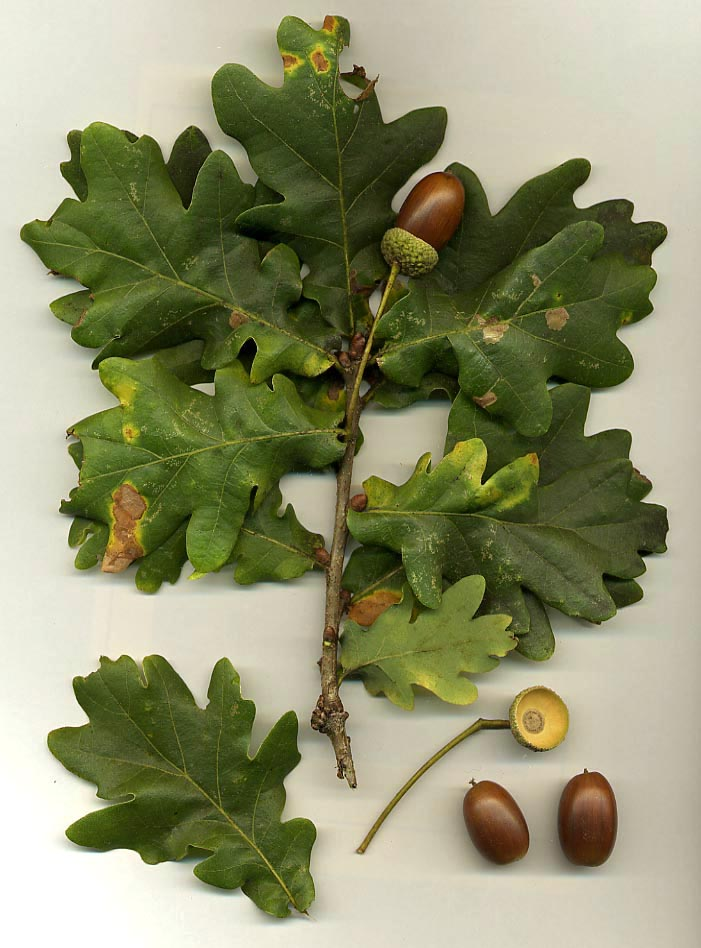
Quercus robur

### Uovo
Le uova sono lievemente punteggiate e vengono inserite singolarmente nei tessuti della pianta ospite, pertanto assumono la forma della "tasca" in cui le immette la femmina. Sono rinvenibili da aprile a giugno.

### Larva
Il bruco, quasi cilindrico, possiede un capo arrotondato, non appiattito e prognato, con solco epicraniale marcato e sei stemmata per lato.

Sono presenti due setae genali, G1 e G2, mentre l'assenza della seta AF2 è considerata un'evoluzione secondaria.

Sul protorace è visibile uno scudo ben sclerotizzato, e si osservano anche dischi sclerotizzati sul meso- e metatorace.

Le zampe toraciche sono ben sviluppate, mentre le pseudozampe, poste sui segmenti addominali III-VI e X, sono fortemente ridotte; gli uncini pseudopodiali, assenti sul segmento X, sono disposti su file multiple.

Rinvenibile da giugno a marzo.

### Pupa
La pupa è dectica, con cuticola lievemente sclerotizzata e appendici solo debolmente aderenti al corpo. I palpi mascellari appaiono prominenti, mentre quelli labiali risultano esposti come le coxe del primo paio di zampe. Le antenne, particolarmente lunghe nei maschi, sono accomodate all'interno del bozzolo, avvolte attorno all'addome. I segmenti addominali da III a VII sono mobili, e si notano una o due file di spinule sulla superficie della maggior parte dei segmenti.

Si rinviene sulla lettiera del sottobosco tra marzo e maggio.

## Biologia

### Comportamento
In questa specie il volo può avvenire anche alla luce diretta del sole, e si assiste spesso alla formazione di sciami di maschi, attorno a gruppi di infiorescenze, alberi o cespugli; questo tipo di volo ondulato permette di mettere in risalto le antenne bianche, che riflettono la luce del sole. Gli sciami sono associati a due adattamenti strutturali, riscontrabili esclusivamente nei maschi: spinule laterali sulle antenne e occhi sviluppati dorsalmente. Non è ancora ben chiaro il ruolo delle spinule laterali delle antenne, ma è probabile che, permettendo la formazione di sciami di maschi attorno ad una femmina immobile, siano implicate nelle funzioni di accoppiamento.

Subito dopo la schiusa, le larve si allontanano dal luogo dove è avvenuta la deposizione delle uova, per costruirsi un fodero portatile con frammenti di foglie e detriti della lettiera del sottobosco; questa sorta di "casa portatile" viene ingrandita via via che la larva si accresce, ed al suo interno avviene l'impupamento.

### Periodo di volo
L'adulto vola tra aprile e giugno.

### Alimentazione
Le larve di questo taxon si nutrono di frammenti di foglie morte cadute nella lettiera del sottobosco, soprattutto appartenenti ai generi Betula L. (Betulaceae) e Quercus L. (Fagaceae).

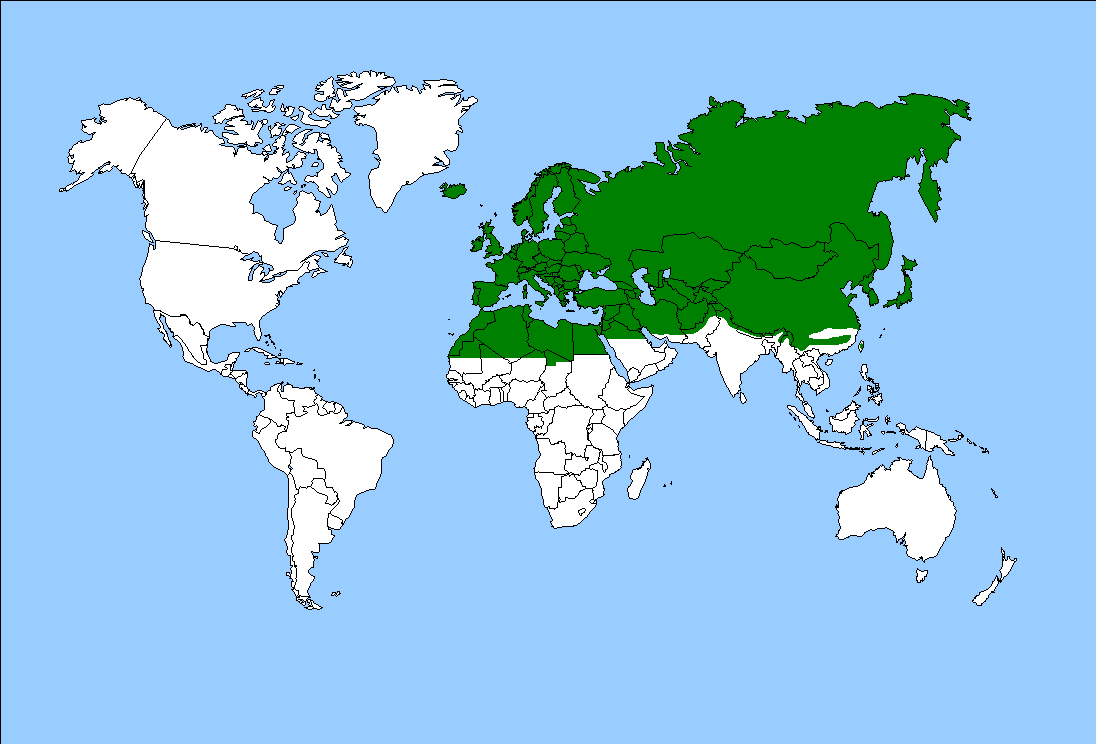
L'ecozona paleartica

## Distribuzione e habitat
La specie è paleartica, avendo un areale che si estende (in maniera non sempre continua) dalla fascia temperata dell'Europa occidentale fino alle foreste dell'Asia occidentale.

Più in dettaglio, in Europa A. reaumurella è stata rinvenuta in Spagna (escluse le Isole Canarie), Irlanda, Regno Unito, Isole del Canale, Francia (esclusa la Corsica), Belgio, Lussemburgo, Paesi Bassi, Norvegia, Svezia, Danimarca, Germania, Svizzera, Austria, Italia, Ungheria, Croazia, Bosnia ed Erzegovina, Macedonia del Nord, Albania, Polonia, Repubblica Ceca, Slovacchia, Romania, Bulgaria, Turchia, Moldavia, Oblast' di Kaliningrad, Lituania, Lettonia, Estonia, Bielorussia, Ucraina e Russia europea.

In Italia si registra la sua presenza in tutta la penisola ed in Sicilia, ma non in Sardegna.
L'habitat è rappresentato da boschi radi a latifoglie e prati aperti.

## Tassonomia

### Sottospecie
Non sono state individuate sottospecie.

### Sinonimi
Sono stati riportati due sinonimi.
- Phalaena reaumurella Linnaeus, 1758 - Syst. Nat (X Ed.) 1: 540 - Locus typicus: Europa (sinonimo omotipico, basionimo)[2]
- Phalaena viridella Scopoli, 1763 - Ent. Carn. 250 - Locus typicus: "in Sylvis Idriensibus" (= nei boschi attorno a Idria) (sinonimo eterotipico)[22]

## Galleria d'immagini

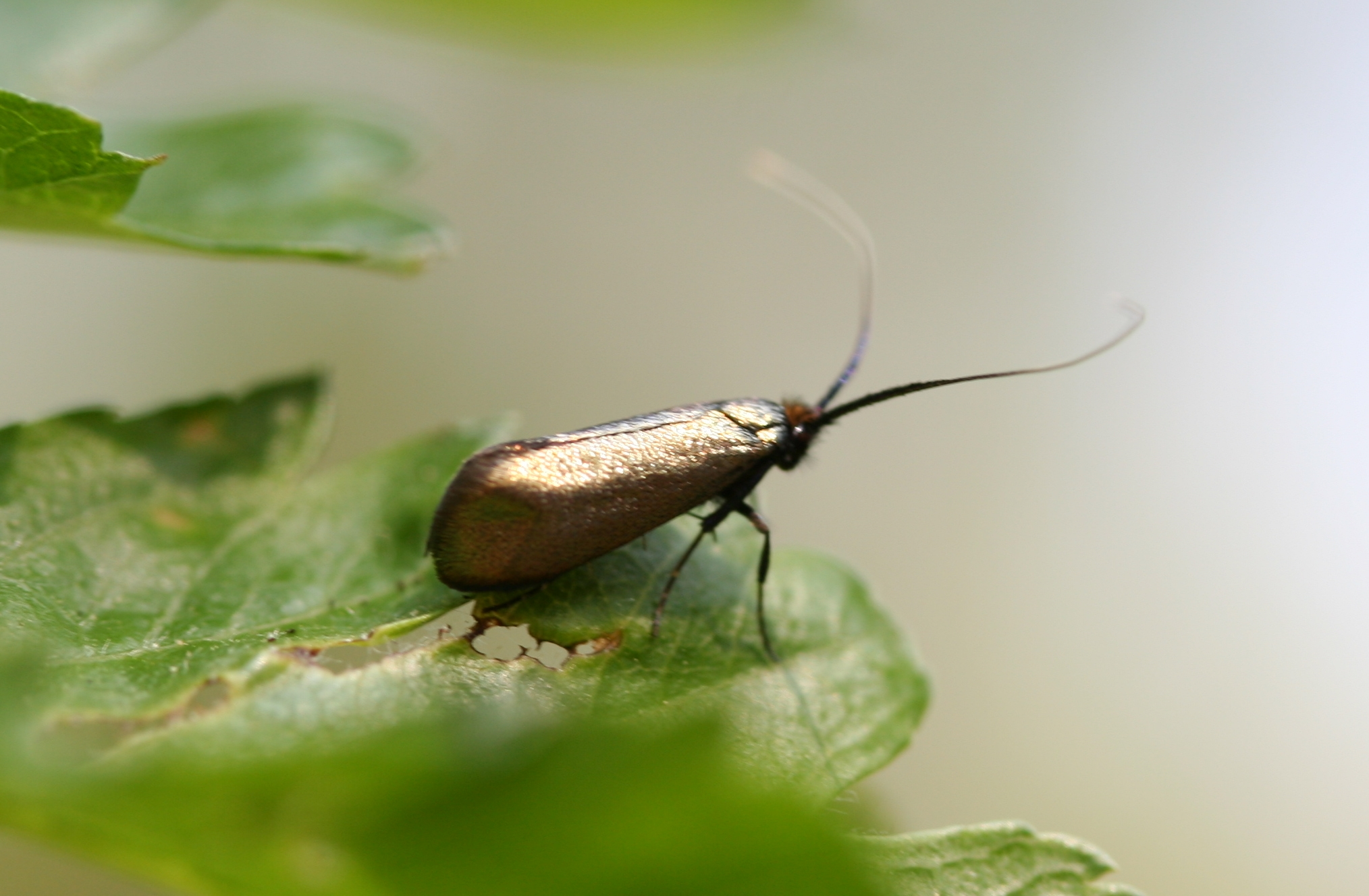
Femmina
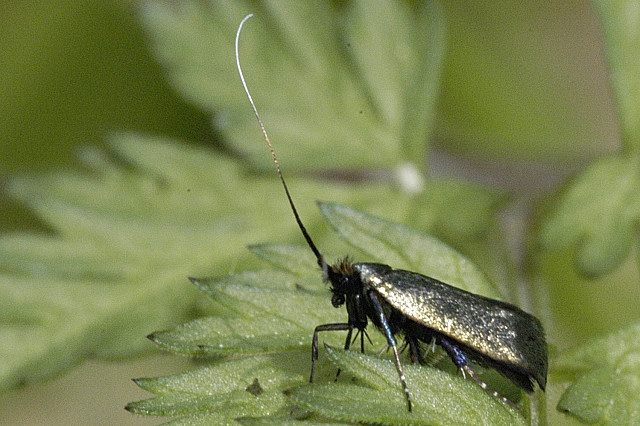
Femmina
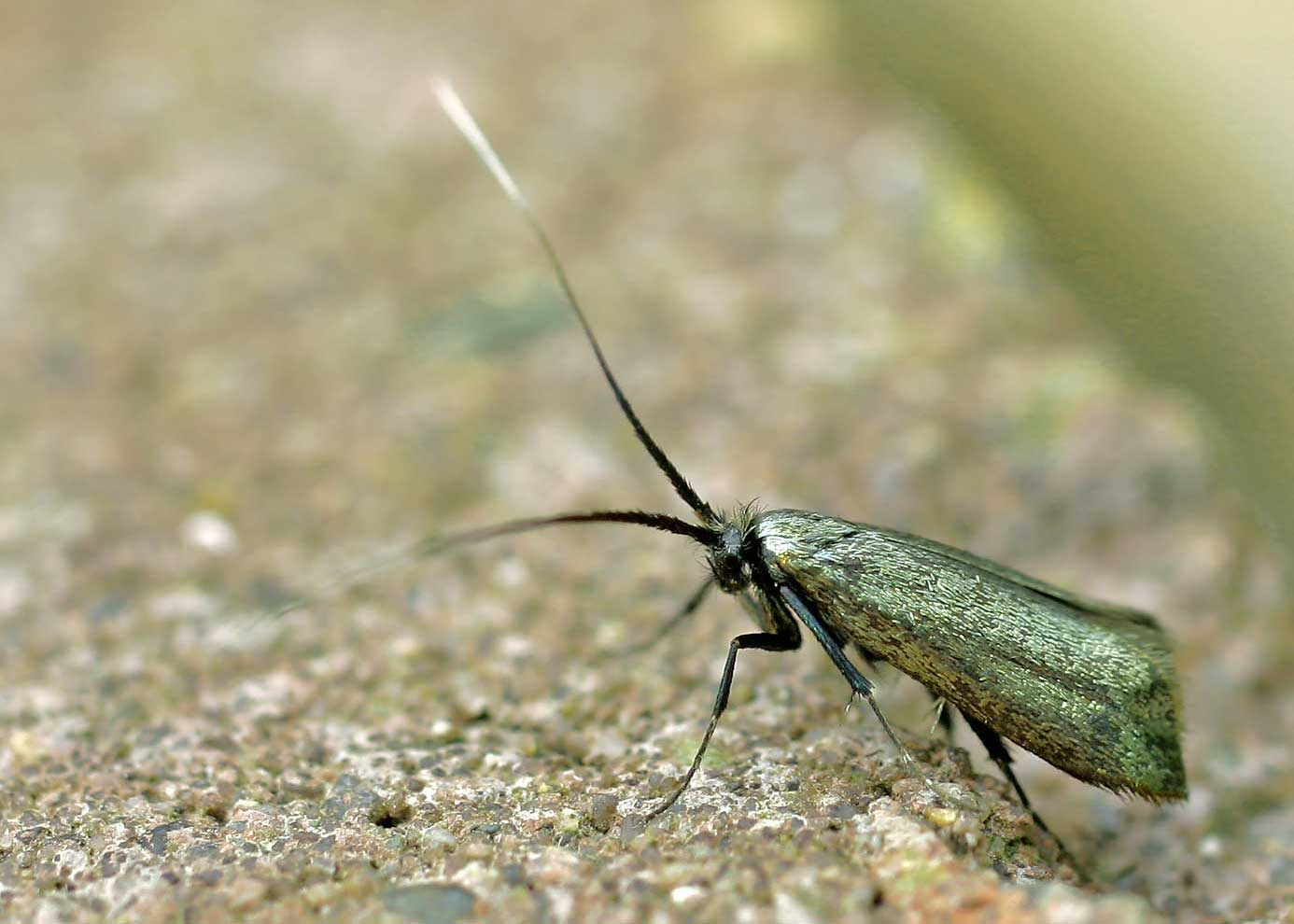
Femmina
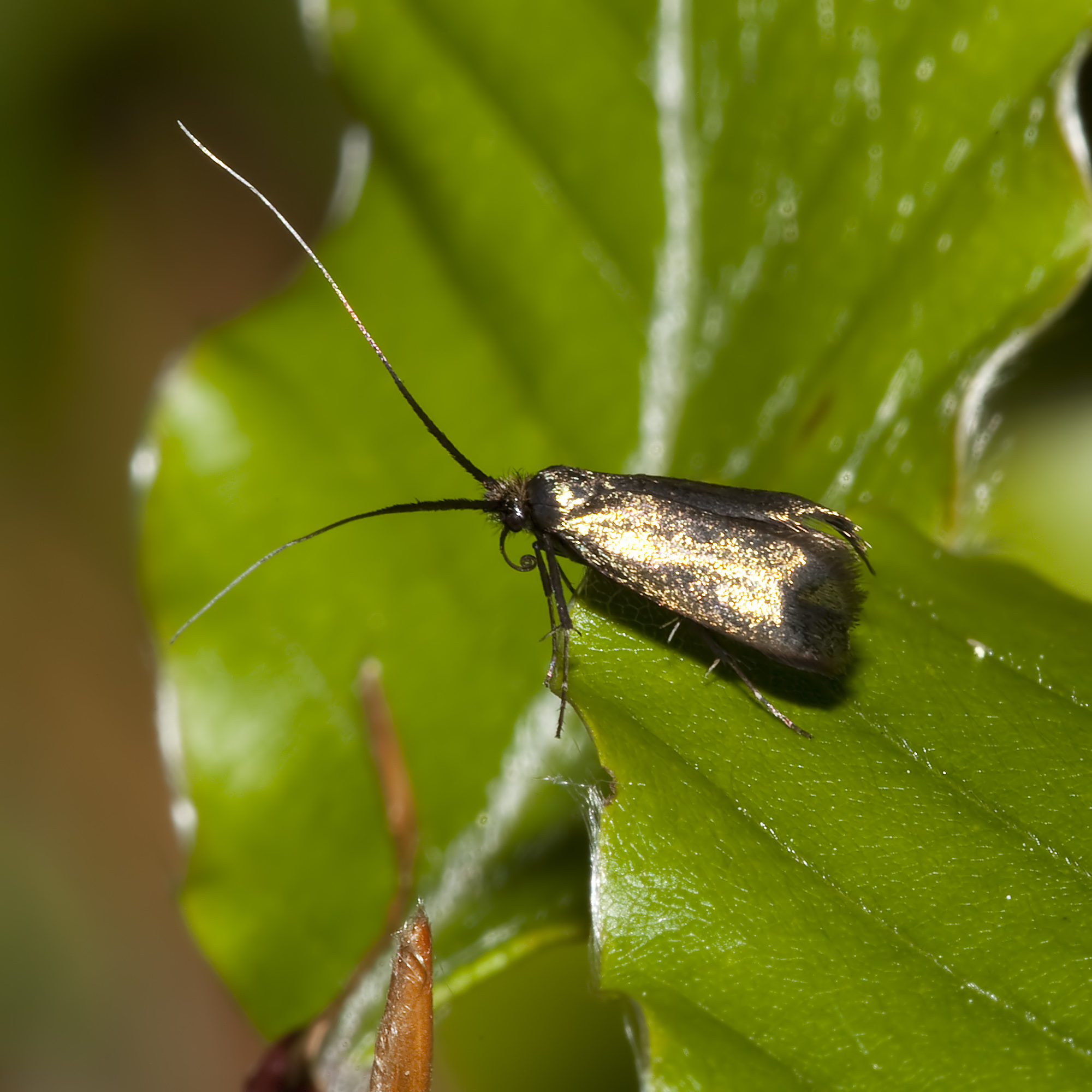
Femmina
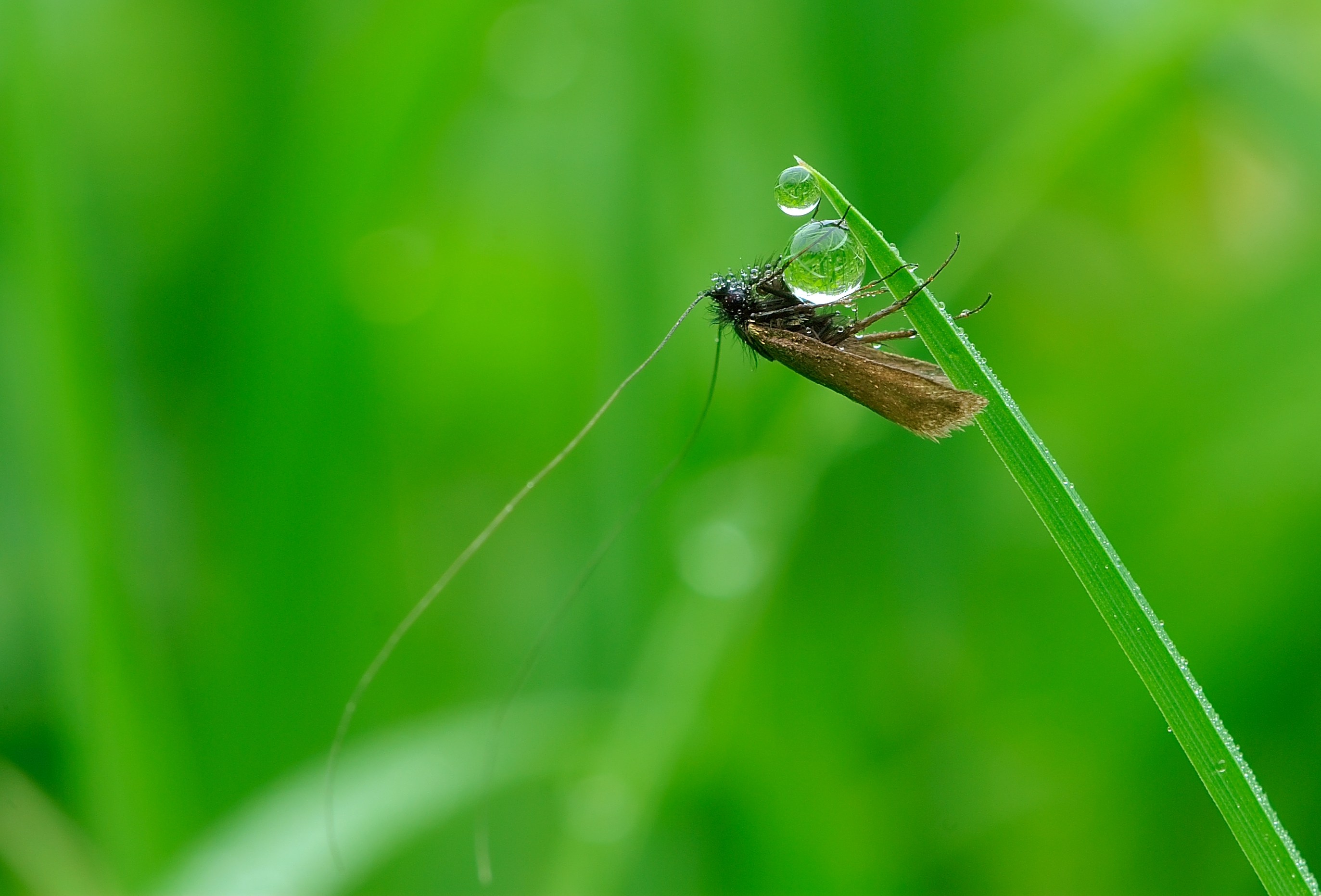
Maschio
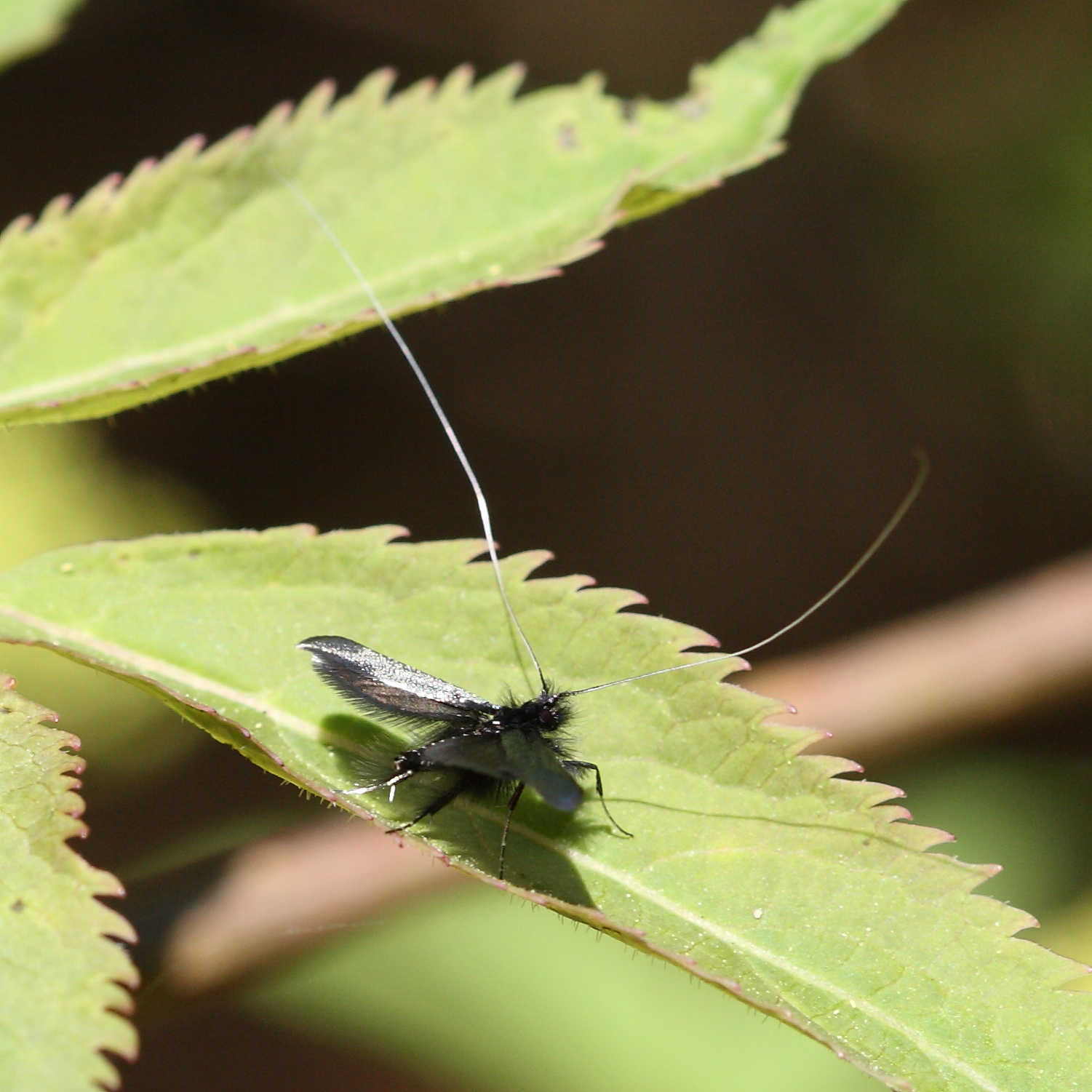
Maschio
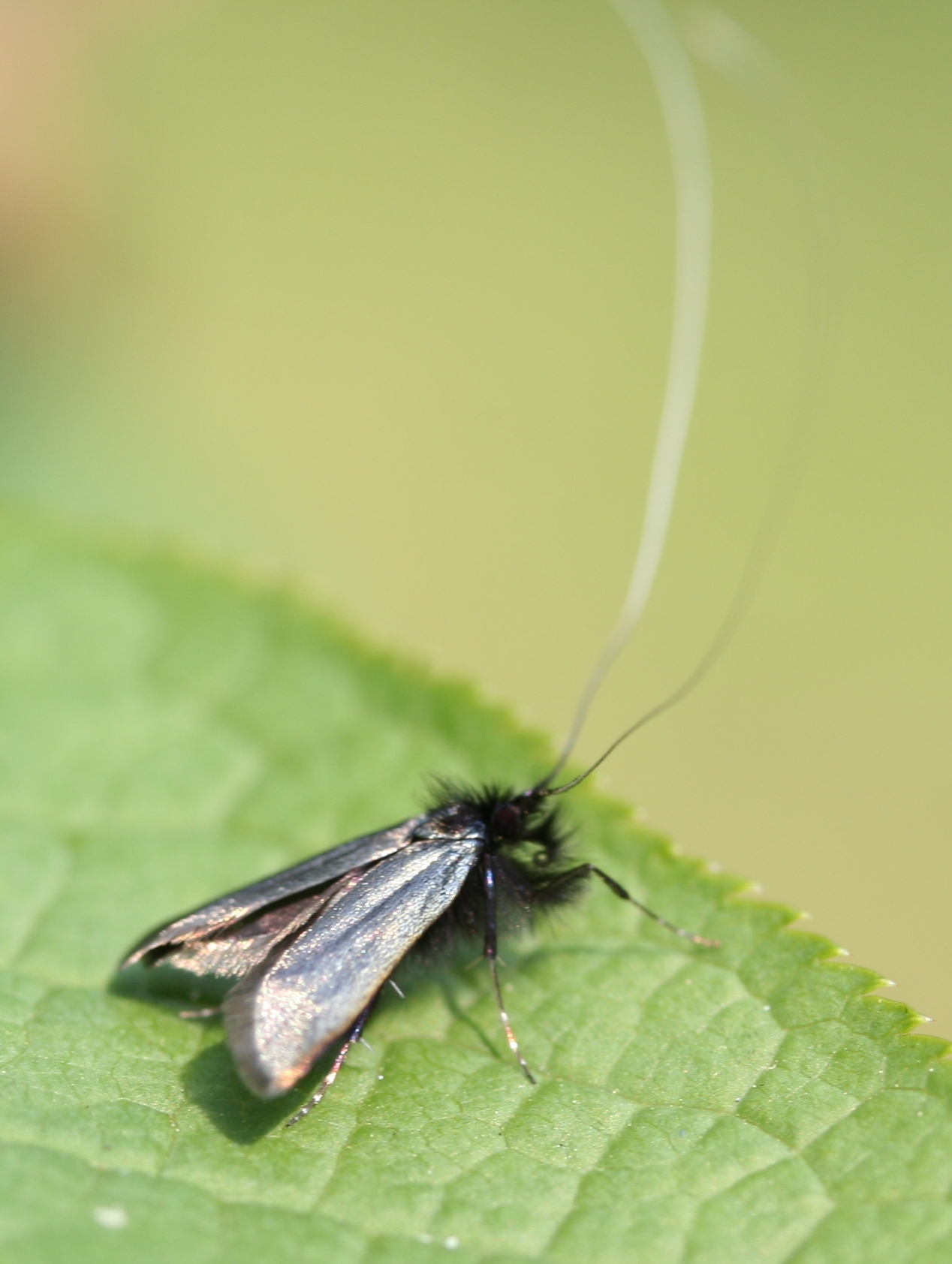
Maschio
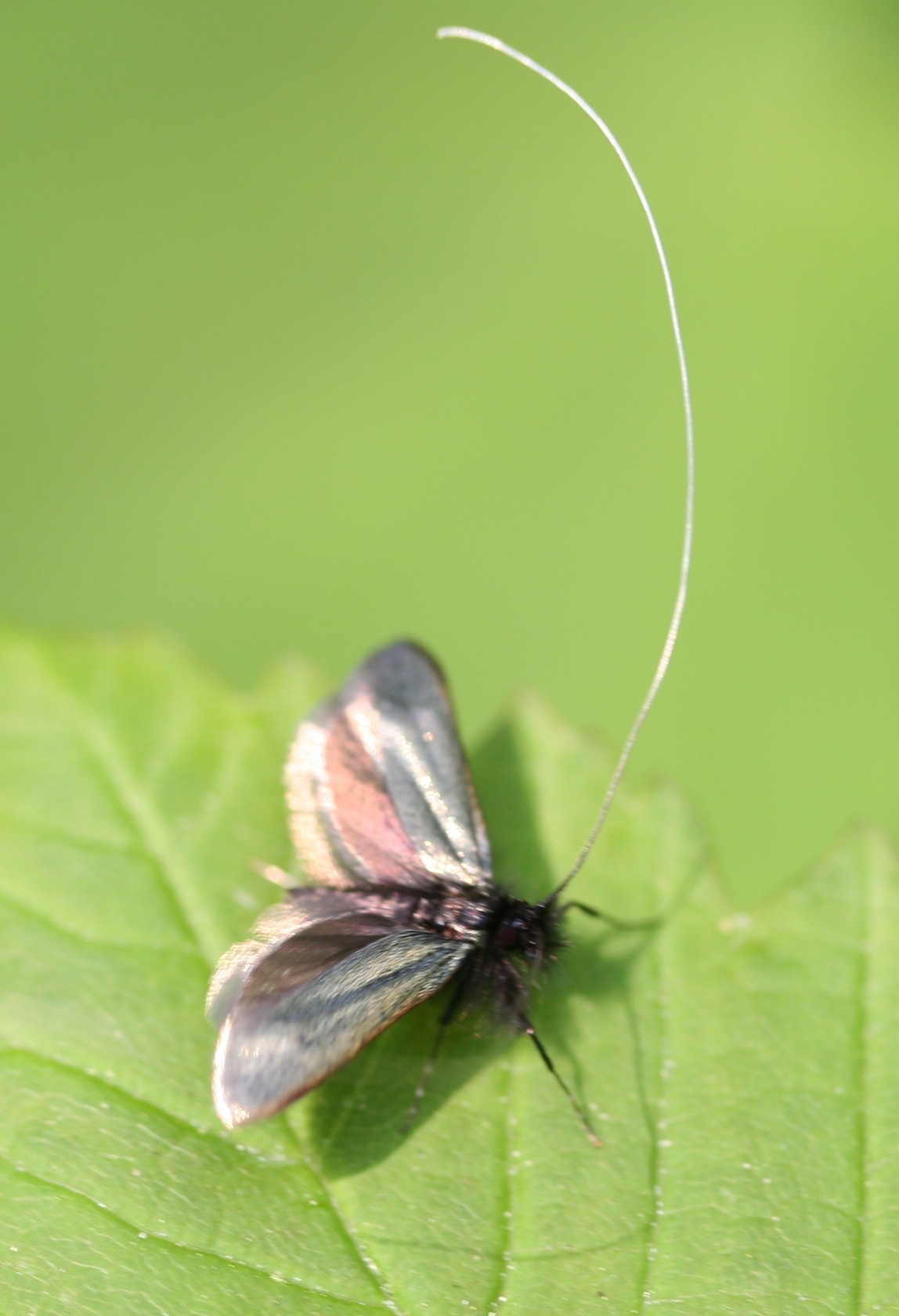
Maschio
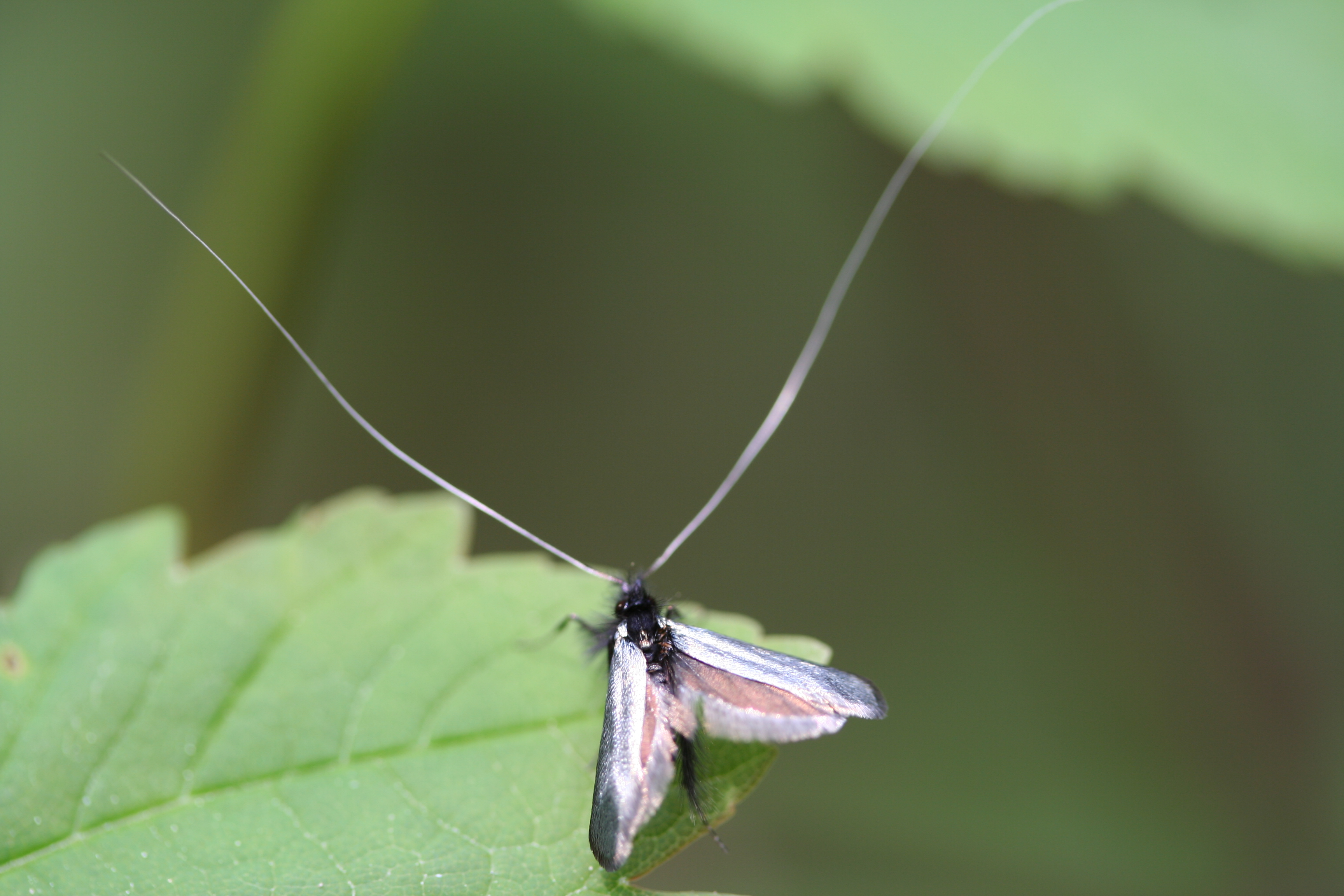
Maschio
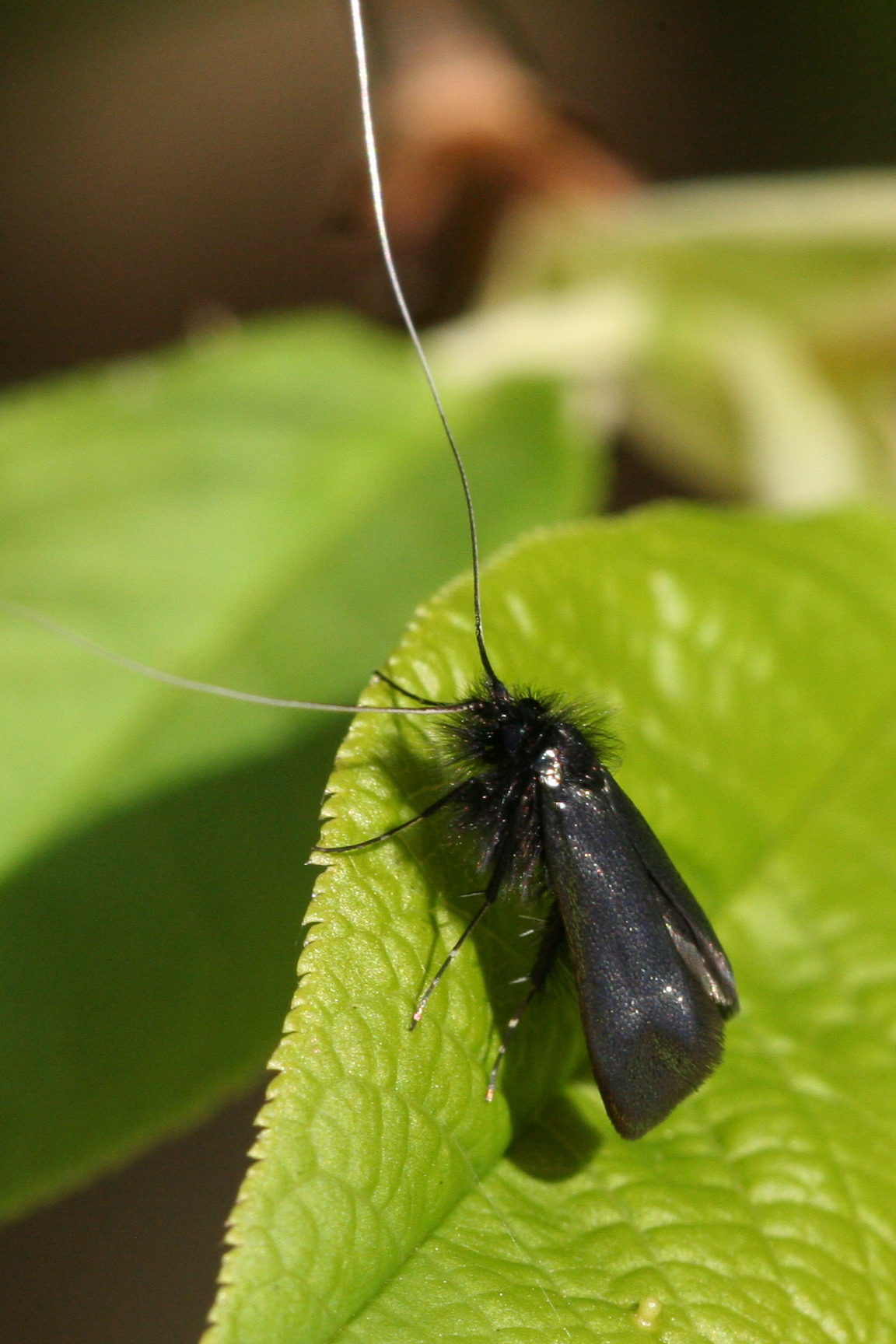
Maschio
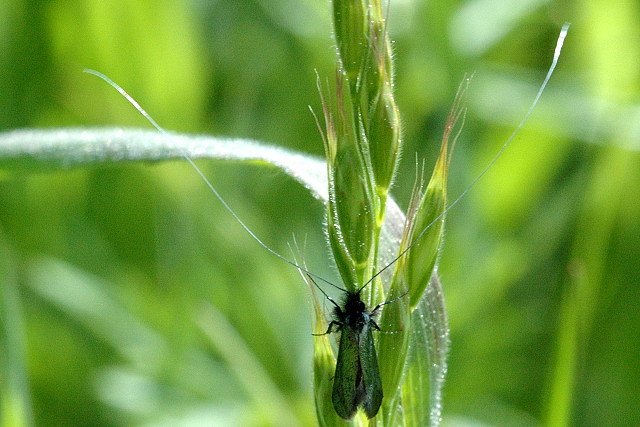
Maschio
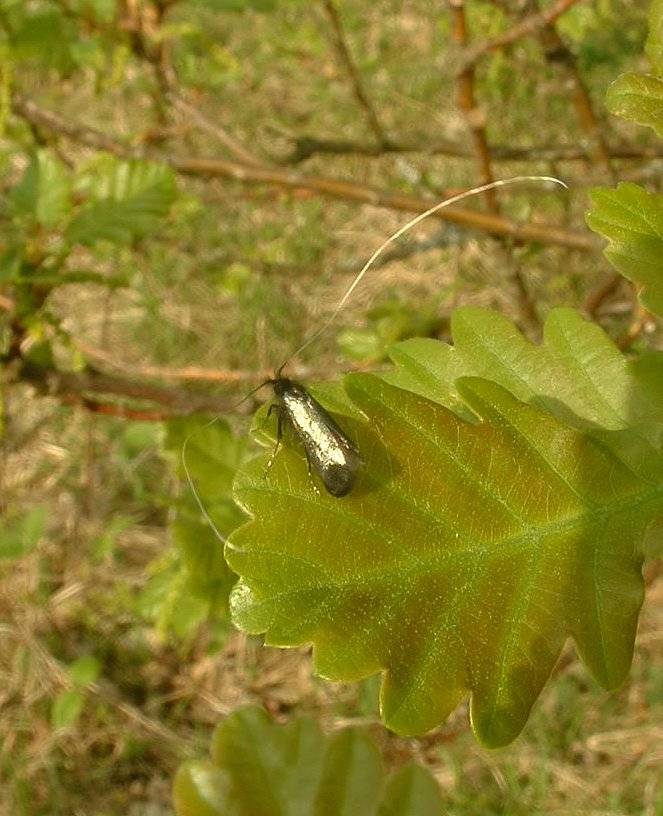
Maschio
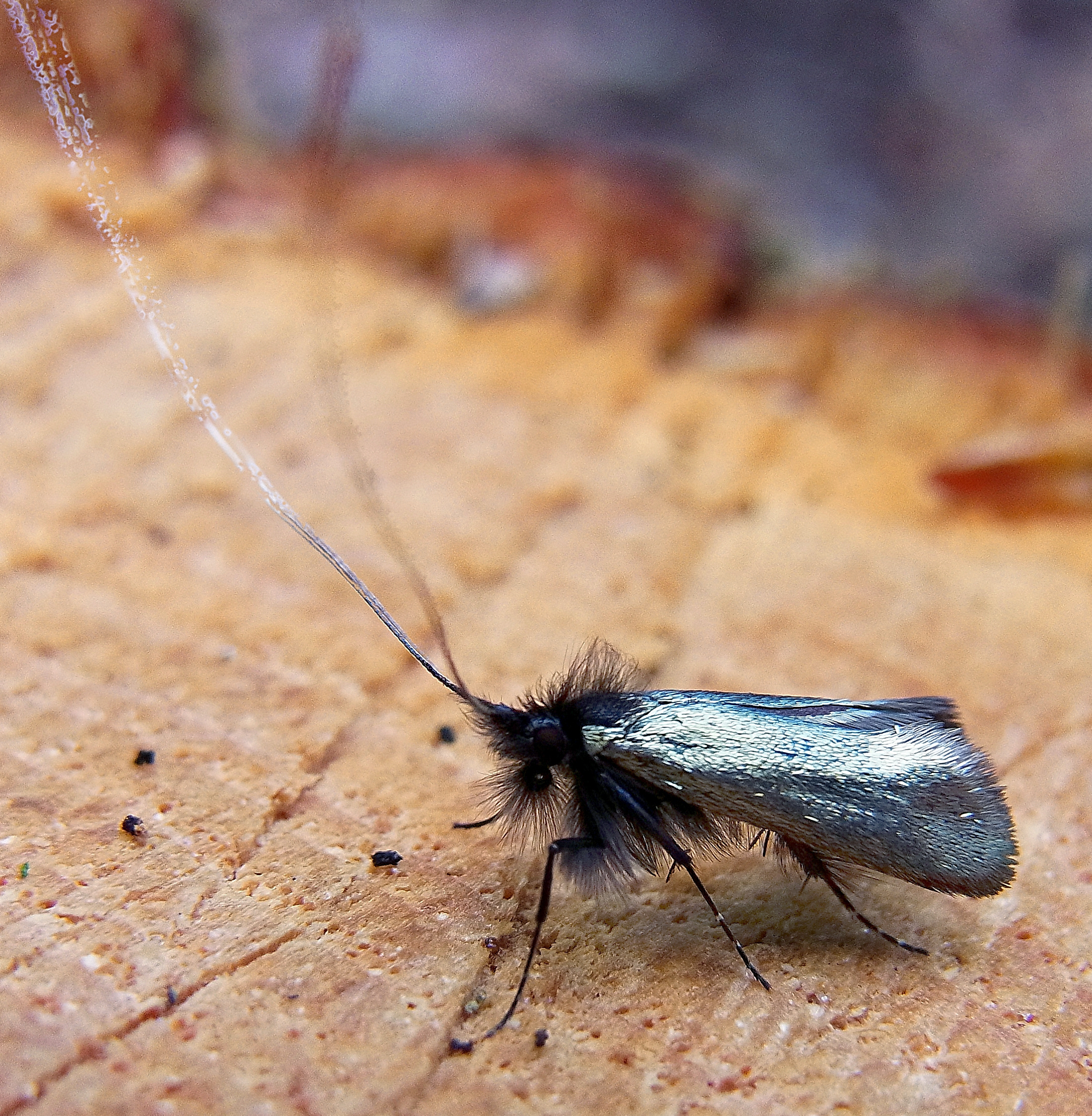
Maschio
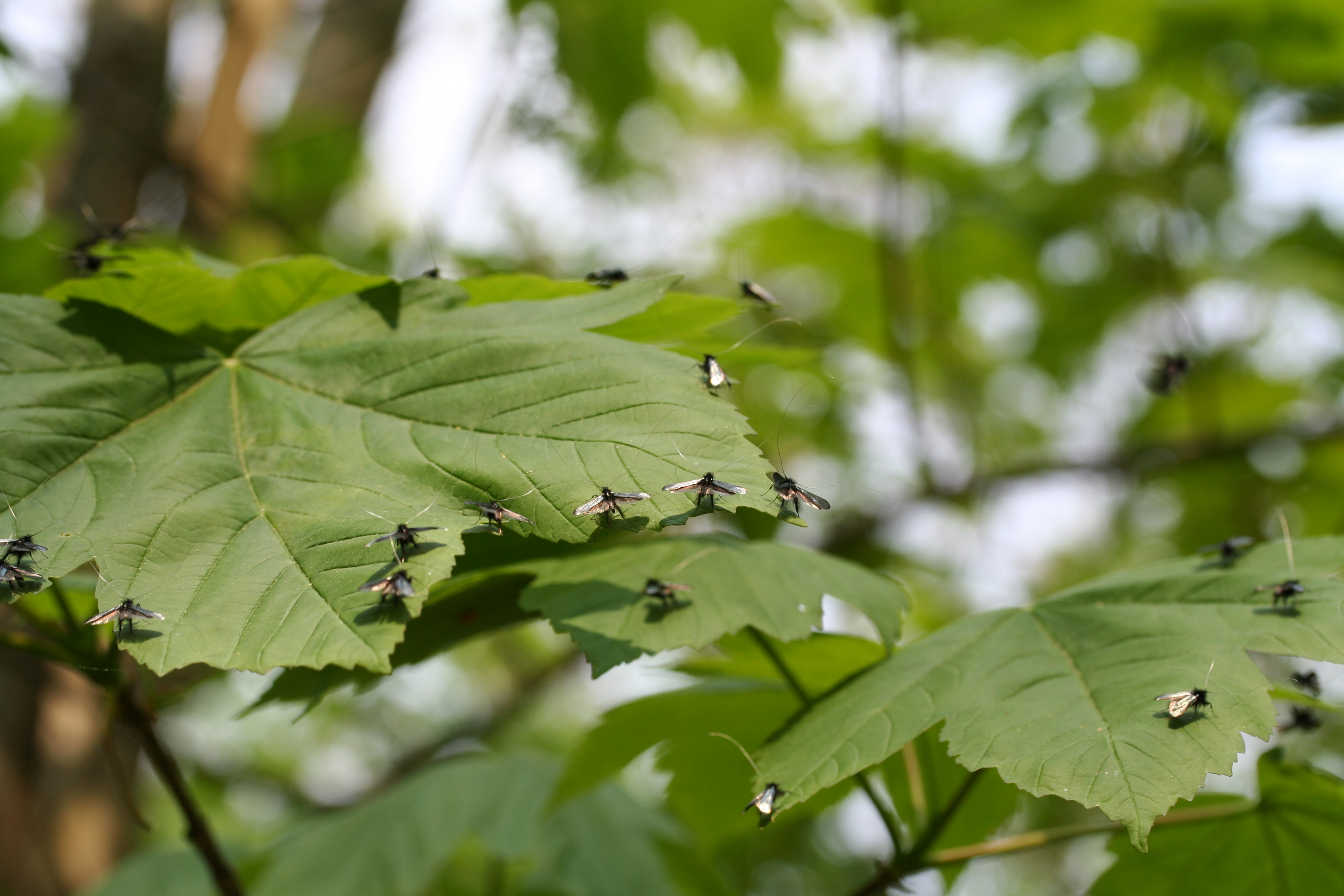
Esemplari sulle foglie

## Conservazione
Lo stato di conservazione della specie non è stato ancora valutato dalla Lista rossa IUCN.